# Municipio de San Raymundo Jalpan
El municipio de San Raymundo Jalpan es uno de los 570 municipios del estado mexicano de Oaxaca. Su cabecera es la localidad de San Raymundo Jalpan.

## Geografía
El municipio de San Raymundo Jalpan colinda al norte y al este con el municipio de Santa Cruz Xoxocotlán, al sur con el municipio de Villa de Zaachila y al oeste con el municipio de Cuilápam de Guerrero.

## Localidades
El municipio de San Raymundo Jalpan cuenta con catorce localidades.
| Localidad           | Población |
| ------------------- | --------- |
| San Raymundo Jalpan | 2 499     |
| Habitat Cuilápam    | 554       |
| Real Antequera II   | 464       |

## Gobierno
El municipio de San Raymundo Jalpan se rige mediante el sistema de usos y costumbres.
| Presidente municipal          | Periodo   |
| ----------------------------- | --------- |
| Rolando Marcial Antonio       | 1996-1998 |
| Pedro Martínez Nava           | 1999-2000 |
| Erasmo Hernández Vázquez      | 2000-2001 |
| Rolando Marcial Antonio       | 2002-2004 |
| Rodrigo Marcial Nava          | 2005-2007 |
| Adán Misael López Castellanos | 2008-2010 |
| Roberto Velásco Cosme         | 2011-2013 |
| René González Luis            | 2014-2016 |
| Olegario Luis Benítez         | 2017-2019 |
| Olegario Luis Benítez         | 2020-2022 |
| Pablo Mendoza Vázquez         | 2023-2025 |